# Krówniki (gromada)
Krówniki – dawna gromada, czyli najmniejsza jednostka podziału terytorialnego Polskiej Rzeczypospolitej Ludowej w latach 1954–1972.
Gromady, z gromadzkimi radami narodowymi (GRN) jako organami władzy najniższego stopnia na wsi, funkcjonowały od reformy reorganizującej administrację wiejską przeprowadzonej jesienią 1954 do momentu ich zniesienia z dniem 1 stycznia 1973, tym samym wypierając organizację gminną w latach 1954–1972.
Gromadę Krówniki z siedzibą GRN w Krównikach utworzono – jako jedną z 8759 gromad na obszarze Polski – w powiecie przemyskim w woj. rzeszowskim na mocy uchwały nr 30/54 WRN w Rzeszowie z dnia 5 października 1954. W skład jednostki weszły obszary dotychczasowych gromad Krówniki, Sielec i Łuczyce ze zniesionej gminy Przemyśl oraz obszary dotychczasowych gromad Siedliska i Jaksmanice ze zniesionej gminy Medyka w tymże powiecie. Dla gromady ustalono 17 członków gromadzkiej rady narodowej.
31 grudnia 1961 do gromady Krówniki włączono wieś Hureczko ze zniesionej gromady Przekopana w tymże powiecie; z gromady Krówniki wyłączono natomiast zasadniczą część wsi Sielec oraz część wsi Krówniki, włączając je do miasta na prawach powiatu Przemyśla w tymże województwie.
W 1971 roku gromada Krówniki liczyła 2163 mieszkańców, zamieszkujących miejscowości: Hureczko (339), Jaksmanice (464), Krówniki (496), Łuczyce (307) i  Siedliska (557).
Gromada przetrwała do końca 1972 roku, czyli do kolejnej reformy gminnej.